# Persone di nome Giuseppe/Scultori
| Questa pagina contiene informazioni ricavate automaticamente dalle voci biografiche con l'ausilio del template Bio e di un bot. L'aggiornamento è periodico e automatico e ricostruisce completamente la pagina. Se manca una persona in questa lista, sei pregato di non aggiungerla, ma accertati piuttosto che la sua voce biografica contenga il template Bio e che i dati anagrafici siano correttamente compilati. Se il template Bio manca, inseriscilo tu stesso o, in alternativa, metti l'avviso {{tmp\|Bio}} che ne segnala la mancanza. Se i dati riportati sono sbagliati, correggi direttamente la voce biografica; le modifiche saranno visibili in questa lista entro pochi giorni. Per chiarimenti vedi il progetto antroponimi. La lista contiene solo le 93 persone che sono citate nell'enciclopedia e per le quali è stato implementato correttamente il template Bio. Pagina aggiornata al 6 mag 2025. |

Questa è una lista di persone presenti nell'enciclopedia che hanno il nome Giuseppe e sono scultori.

## A(3)
- Giuseppe Angelini, scultore italiano (Roma, n. 1735 - Roma, † 1811)
- Giuseppe Antignati, scultore italiano (Milano, n. 1704 - Milano, † 1778)
- Giuseppe Argenti, scultore italiano (Viggiù, n. 1811 - Nizza, † 1876)

## B(11)
- Giuseppe Bastelli, scultore italiano
- Giuseppe Benetti, scultore italiano (Genova, n. 1825 - Genova, † 1914)
- Giuseppe Bernardi, scultore e intagliatore italiano (Pagnano, n. 1694 - Venezia, † 1773)
- Giuseppe Carlo Bobbi, scultore italiano (Piacenza, n. 1891 - Milano, † 1954)
- Giuseppe Bogliani, scultore italiano (Torino, n. 1805 - Torino, † 1881)
- Giuseppe Maria Bonzanigo, scultore e ebanista italiano (Asti, n. 1745 - Torino, † 1820)
- Giuseppe Bottone, scultore italiano (Messina, n. 1539 - Messina, † 1575)
- Giuseppe Buceti, scultore italiano (Messina)
- Giuseppe Bulgarini, scultore italiano
- Giuseppe Busuoli, scultore e pittore italiano (Finale Emilia, n. 1894 - Finale Emilia, † 1948)
- Giuseppe Buzzi Leone, scultore italiano (Viggiù, n. 1812 - Milano, † 1843)

## C(7)
- Giuseppe Aniello Cafiero, scultore e pittore italiano (Trapani, n. 1903 - Trapani, † 1973)
- Giuseppe Cantone, scultore e architetto italiano (Rezzato - Brescia, † 1718)
- Giuseppe Caporali, scultore italiano (Codigoro - Juiz de Fora)
- Giuseppe Ceracchi, scultore italiano (Roma, n. 1751 - Parigi, † 1801)
- Giuseppe Vittorio Cerini, scultore italiano (Arcumeggia, n. 1862 - Torino, † 1935)
- Giuseppe Chialli, scultore italiano (Città di Castello, n. 1800 - Roma, † 1839)
- Giuseppe Croff, scultore italiano (Milano, n. 1810 - Torno, † 1869)

## D(3)
- Giuseppe De Angelis, scultore italiano (Macerata, n. 1883 - † 1958)
- Giuseppe De Fabris, scultore e pittore italiano (Nove, n. 1790 - Roma, † 1860)
- Giuseppe Ducrot, scultore italiano (Roma, n. 1966)

## F(5)
- Giuseppe Domenico Felli, scultore italiano (Casale di Pari, n. 1839 - Firenze, † 1897)
- Giuseppe Ferrari, scultore italiano (Ferrara, n. 1804 - Ferrara, † 1864)
- Giuseppe Filicori, scultore italiano (Cento, n. 1818 - Ferrara, † 1899)
- Giuseppe Franchi, scultore italiano (Carrara, n. 1731 - Milano, † 1806)
- Giuseppe Frattallone, scultore italiano (Caltanissetta, n. 1832 - Firenze, † 1874)

## G(16)
- Giuseppe Gaggini, scultore italiano (Genova, n. 1791 - Genova, † 1867)
- Giuseppe Gagini, scultore italiano (Palermo - Palermo, † 1579)
- Giuseppe Gambogi, scultore italiano (Pisa, n. 1862 - Firenze, † 1938)
- Giuseppe Gentili, scultore italiano (Pollenza, n. 1942 - Camerino, † 2018)
- Giuseppe Gianforma, scultore e stuccatore italiano (Palermo)
- Giuseppe Giorgetti, scultore italiano
- Giuseppe Giosafatti, scultore italiano (Ascoli Piceno, n. 1643 - Ascoli Piceno, † 1730)
- Giuseppe Giovannozzi, scultore italiano (Settignano - † 1786)
- Giuseppe Gori, scultore italiano (Coreno Ausonio, n. 1739 - Napoli, † 1815)
- Giuseppe Grandi, scultore, pittore e incisore--> italiano (Ganna, n. 1843 - Ganna, † 1894)
- Giuseppe Graziosi, scultore, pittore e grafico italiano (Savignano sul Panaro, n. 1879 - Firenze, † 1942)
- Giuseppe Greco, scultore e architetto italiano (Ostuni, n. 1740 - † 1807)
- Giuseppe Gricci, scultore italiano (Firenze - Madrid, † 1771)
- Giuseppe Gronchi, scultore italiano (Firenze, n. 1882 - Firenze, † 1944)
- Giuseppe Groppelli, scultore italiano (Venezia, n. 1675 - Venezia, † 1735)
- Giuseppe Guastalla, scultore italiano (Firenze, n. 1867 - Roma, † 1952)

## L(1)
- Giuseppe Antonio Lonis, scultore italiano (Senorbì, n. 1720 - Cagliari, † 1805)

## M(8)
- Giuseppe Maretto, scultore e pittore italiano (Milano, n. 1908 - † 1984)
- Giuseppe Maria Mazza, scultore e pittore italiano (Bologna, n. 1653 - Bologna, † 1741)
- Giuseppe Mazzoli, scultore italiano (Bologna, n. 1907 - † 1970)
- Giuseppe Mazzuoli, scultore italiano (Volterra, n. 1644 - Roma, † 1725)
- Giuseppe Maria Mazzuoli, scultore e restauratore italiano (Siena, n. 1727 - Roma, † 1781)
- Giuseppe Milani, scultore italiano (Battaglia, n. 1893 - Rovigo, † 1958)
- Giuseppe Moretti, scultore italiano (Siena, n. 1857 - Sanremo, † 1935)
- Giuseppe Mozzanica, scultore italiano (Pagnano, n. 1892 - Pagnano, † 1983)

## N(1)
- Giuseppe Navone, scultore italiano (Genova, n. 1855 - Genova, † 1917)

## O(2)
- Giuseppe Obici, scultore italiano (Spilamberto, n. 1807 - Roma, † 1878)
- Giuseppe Orlando, scultore italiano

## P(10)
- Giuseppe Palombini, scultore italiano
- Pino Pedano, scultore e ebanista italiano (Pettineo, n. 1944)
- Giuseppe Piamontini, scultore italiano (Firenze, n. 1663 - Firenze, † 1744)
- Giuseppe Picano, scultore italiano (Sant'Elia Fiumerapido, n. 1732)
- Giuseppe Fortunato Pirrone, scultore italiano (Borgetto, n. 1898 - Roma, † 1978)
- Giuseppe Pisani, scultore italiano (Carrara, n. 1757 - Modena, † 1839)
- Giuseppe Maria Pisani, scultore italiano (Serra San Bruno, n. 1927 - Soverato, † 2016)
- Giuseppe Plura il Giovane, scultore inglese (n. 1753)
- Giuseppe Poli, scultore italiano (Verona, n. 1817)
- Giuseppe Prinzi, scultore italiano (Messina, n. 1825 - Frascati, † 1895)

## R(7)
- Giuseppe Rebesco, scultore italiano (Busto Arsizio, n. 1911 - Busto Arsizio, † 1981)
- Giuseppe Renda, scultore italiano (Polistena, n. 1859 - Napoli, † 1939)
- Giuseppe Romanelli, scultore italiano (Venezia, n. 1916 - Venezia, † 1982)
- Peppe Romano, scultore italiano (Caulonia, n. 1920 - Roma, † 2009)
- Giuseppe Rossicone, scultore e ceramista italiano (Scanno, n. 1933 - Milano, † 2023)
- Giuseppe Rusconi, scultore svizzero (Tremona, n. 1688 - Roma, † 1758)
- Giuseppe Rusnati, scultore e architetto italiano (Gallarate, n. 1650 - Milano, † 1713)

## S(11)
- Giuseppe Sanmartino, scultore italiano (Napoli, n. 1720 - Napoli, † 1793)
- Giuseppe Sartorio, scultore italiano (Boccioleto - Mar Tirreno, † 1922)
- Giuseppe Sbravati, scultore italiano (Parma, n. 1743 - Parma, † 1818)
- Giuseppe Scalvini, scultore italiano (Milano, n. 1908 - Milano, † 2003)
- Giuseppe Antonio Schiavi, scultore e pittore italiano († 1768)
- Pinuccio Sciola, scultore italiano (San Sperate, n. 1942 - Cagliari, † 2016)
- Giuseppe Serpotta, scultore e stuccatore italiano (Palermo, n. 1653 - Palermo, † 1719)
- Giuseppe Siccardi, scultore italiano (Albino, n. 1883 - Bergamo, † 1956)
- Giuseppe Soranzo, scultore italiano
- Giuseppe Spagnulo, scultore italiano (Grottaglie, n. 1936 - † 2016)
- Giuseppe Spatafora senior, scultore e architetto italiano (Termini Imerese)

## T(3)
- Giuseppe Tivani, scultore italiano (Mantova, n. 1702 - Mantova, † 1772)
- Giuseppe Tonnini, scultore italiano (Loreto, n. 1875 - Roma, † 1954)
- Giuseppe Torretti, scultore e intagliatore italiano (Pagnano, n. 1664 - Venezia, † 1743)

## U(1)
- Giuseppe Uncini, scultore e pittore italiano (Fabriano, n. 1929 - Trevi, † 2008)

## V(3)
- Giuseppe Valenti, scultore italiano (Palermo)
- Giuseppe Vasco Vian, scultore e pittore italiano (Mogliano Veneto, n. 1895 - Buenos Aires, † 1979)
- Giuseppe Virgili, scultore e disegnatore italiano (Voghiera, n. 1894 - Bologna, † 1968)

## Z(1)
- Giuseppe Zacchini, scultore italiano (Pieve di Cento, n. 1872 - Cento, † 1944)